# Pierre Doutrellot
Pierre Doutrellot, né le 24 septembre 1902 à Amiens (Somme) et mort le 7 mai 1986 dans cette même ville, est un homme politique français.

## Biographie
Après des études pendant lesquelles il fréquente le lycée d'Amiens, Pierre Doutrellot devient instituteur, d'abord à Ailly-sur-Noye puis, à partir de 1933, à Nesle.
D'abord engagé dans le militantisme syndical au sein du SNI, il rejoint la SFIO en 1928 après avoir participé à la campagne législative de Rodolphe Tonnellier, dont il devient un des proches amis politiques.
En 1933, cependant, il ne suit pas ce dernier dans la scission néo-socialiste et reste fidèle à la SFIO.
Elu conseiller d'arrondissement en 1937, il participe pendant la guerre à la reconstruction du parti socialiste par le biais des comités d'action socialiste.
Elu conseiller général de la Somme en septembre 1945, député le mois suivant, il est battu lors de l'élection de la deuxième constituante, mais siège à l'Assemblée nationale, où il est remarqué pour ses qualités d'orateur, pendant toute la IVe République (1946-58).
Contrairement à l'autre figure socialiste du département, Max Lejeune, Pierre Doutrellot est rapidement en désaccord avec les orientations de la direction nationale du parti menée par Guy Mollet. Exclu temporairement en 1954 pour son vote contre la CED, il s'oppose ensuite à la guerre d'Algérie, puis au soutien de la SFIO au retour au pouvoir de De Gaulle.
Contrairement à d'autres socialistes dont il partage les orientations, il ne rejoint pas le PSA, mais abandonne, en 1958, la vie politique nationale.
En 1961, il perd son dernier mandat, celui de conseiller général, et quitte la vie publique.